# Ljubo Golič
Ljubo Golič, slovenski kemik in pedagog, *2. julij 1932, Vrenska Gorca † 5. julij 2007, Ljubljana.
Leta 1956 je diplomiral, 1965 pa doktoriral na Fakulteti za naravoslovje in tehnologijo ljubljanske univerze., kjer je bil zaposlen 1956-1999, od 1977 kot redni profesor za anogransko strukturno kemijo. Bil je tudi sodelavec Instituta Jožefa Stefana  (IJS).
Golič je močno vplival na razvoj anorganske strukturne kemije in kemijske kristalografije na Fakulteti za kemijo in kemijsko tehnologijo v Ljubljani. Po vrnitvi iz Glasgowa leta 1965 je na Oddelku za kemijo uvedel metodo rentgenske strukturne analize v znanstveno in pedagoško delo, čeprav je bila tedaj kristalografija v domeni Oddelka za montanistiko FNT. Takrat je sam postavil celoten laboratorij za rentgensko strukturno analizo.
Leta 1974 je bil vodja nabave avtomatskega rentgenskega difraktometra CAD4, ki je bila prva aparatura te vrste v tedanji vzhodni Evropi in je zamenjala zamudno delo s filmsko tehniko. Pri tem je profesor Golič aktivno sodeloval pri uporabi in samem razvoju računalništva v Sloveniji. 
Bil je pobudnik in predsednik organizacijskega odbora 13. evropskega srečanja kristalografov, ki bi moralo biti v Ljubljani leta 1991, vendar je bilo zaradi tedanjih vojnih razmer v Sloveniji organizirano v Trstu. Bil je sopobudnik in soorganizator devetih letnih srečanj slovenskih in hrvaških kristalografov z mednarodno udeležbo. 
Pedagoško delo je Golič začel opravljati kot demonstrator pri vajah iz anorganske kemije že kot študent 3. letnika študija kemije v letu 1955. V študijske programe je začel vpeljevati predmet Anorganska strukturna kemija, ki ga je kasneje kot docent predaval za višje letnike študija kemije. V sedanjem študijskem programu Kemija je v drugem letniku tudi vpeljal in predaval predmet Kristalna kemija. Na podiplomskem študiju je bil od samega začetka nosilec predmeta Rentgenska strukturna analiza, predaval pa je tudi del predmeta Fizikalne metode določevanja  struktur molekul. 
Ljubo Golič je bil tudi član Slovenske akademije znanosti in umetnosti (izredni 1989, redni 1993) ter častni predsednik Slovenskega kemijskega društva, ki mu je predsedoval v letih 1986-96.

## Nagrade
- nagrada Sklada Borisa Kidriča (1975) - za delo s področja rentgenske strukturne analize
- Kidričeva nagrada (1985) - za vrhunske znanstvene dosežke